# رويدا علام
رويدا علام راقصة مصرية  بدأت نشاطها الفنى في منتصف الستينيات، واتجهت للتمثيل في السينما المصرية في 1970 حيث كان أول ظهور لها في فيلم «أنت اللي قتلت بابايا» كراقصة فقط واستمرت حتى عام 1973 وكان حصيلة أعمالها السينمائية ثلاثة أفلام
فيلم «أنت اللي قتلت بابايا» للمخرج نيازي مصطفى عام 1970
فيلم «موعد مع الحبيب» للمخرج حلمي رفلة عام 1971
فيلم «الأصيل» للمخرج عبد الرحمن شريف عام 1973

## وصلات خارجية
- رويدا علام على موقع الدهليز
- رويدا علام على موقع قاعدة بيانات الأفلام العربية
- رويدا علام على موقع الدهليز
- رويدا علام على موقع كاروهات